# Robert Hofmann (Filmkritiker)

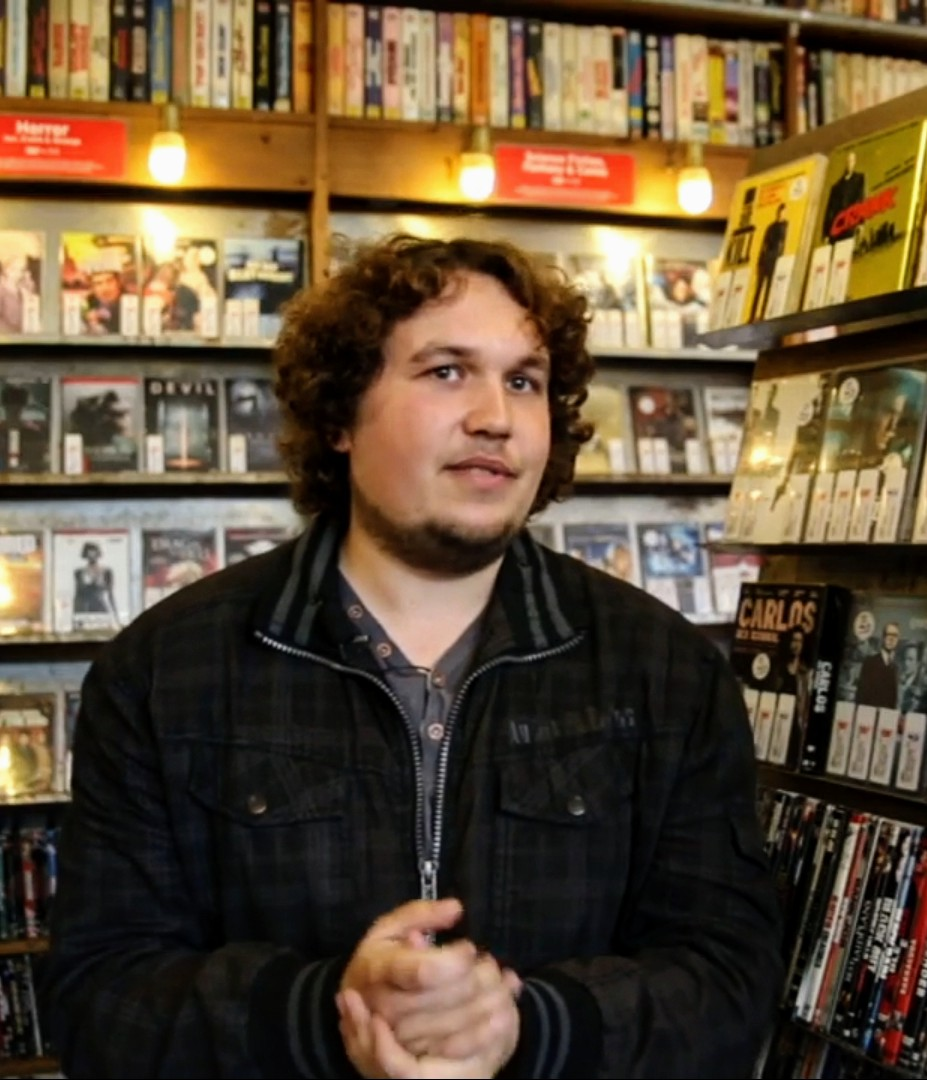
Robert Hofmann (2014)

Robert Hofmann (* 26. Mai 1987 in Berlin) ist ein deutscher Filmkritiker und ehemaliger Schauspieler.

## Leben
Hofmann spielte u. a. in den Filmen Oh Boy, Salami Aleikum und der Märchenverfilmung König Drosselbart aus dem Jahre 2008 sowie in der Fernsehserie SOKO Leipzig mit.
Am 25. Februar 2011 startete er seinen YouTube-Kanal Robert Hofmann (bis 2014 DVDKritik), auf welchem er Filme, Serien und Dokumentationen bespricht sowie Film-Trailer hochlädt. 2012 begann er eine Zusammenarbeit mit der Agentur Mediakraft, die er Anfang November 2015 beendete, um sich im Berliner Verein „301+“ zu engagieren. 2014 kündigte er an, sich künftig vorrangig seinem YouTube-Kanal widmen zu wollen. Schauspielerei sei für ihn kaum mehr ein Thema: „Es gibt zu wenig Mut zur Kunst, deswegen liebe ich dieses Youtube-Ding mehr.“ Seit Februar 2021 ist er neben David Hain im Podcast Zwei wie Pech & Schwafel zu hören, der sich um aktuelle Filme und Serien dreht. Der YouTube-Kanal zählt aktuell (Mai 2024) rund 630.000 Abonnenten und über 450 Millionen Aufrufe, sowie über 7.700 Videos, viele davon Film-Trailer.
Er ist der Schirmherr und Erfinder der Social Movie Night.
Robert Hofmann lebt in Berlin. Im September 2019 heiratete er seine langjährige Freundin.

## Filmografie
- 2006: Durch den Spiegel (Kurzfilm; auch Drehbuch und Regie)
- 2007: Kommissarin Lucas – German Angst (Fernsehserie, Episode German Angst)
- 2007–2008: Geile Zeit (Fernsehserie, 11 Episoden)
- 2008: Stiller Frühling
- 2008: Volles Haus (Fernsehserie, Episode 1x04)
- 2008: Einsatz in Hamburg (Fernsehserie, Episode Tödliches Spiel)
- 2008: Anna und die Liebe (Fernsehserie, 2 Episoden)
- 2008: König Drosselbart (Fernsehfilm)
- 2009: Salami Aleikum
- 2009: Happy Divali (Kurzfilm)
- 2010: Vergeltungsschlag (Kurzfilm)
- 2010: Im Angesicht des Verbrechens (Fernsehserie, 4 Episoden)
- 2010: Bella Vita (Fernsehfilm)
- 2010: Umbrella Dreams (Kurzfilm)
- 2011: SOKO Wismar (Fernsehserie, Episode Ausgeschraubt)
- 2011: Krimi.de (Fernsehserie, Episode Eigentor)
- 2011: George Schmitzki (Kurzfilm)
- 2012: SOKO Leipzig (Fernsehserie, Episode Spiel, Satz, Tod)
- 2012: Oh Boy
- 2014: Dina Foxx – Tödlicher Kontakt
- 2014: … und dann kam Wanda (Fernsehfilm)
- 2015: Hedi Schneider steckt fest
- 2015: Er ist wieder da
- 2016: Das Märchen vom Schlaraffenland (Fernsehfilm)
- 2016: Allein gegen die Zeit – Der Film
- 2018: Smallfoot – Ein eisigartiges Abenteuer (Smallfoot, Sprechrolle)